# Емамзаде-Гашем (Решт)
Емамзаде-Гашем (перс. امامزاده هاشم) — село в Ірані, у дегестані Сараван, у бахші Санґар, шагрестані Решт остану Ґілян. За даними перепису 2006 року, його населення становило 2395 осіб, що проживали у складі 662 сімей.

## Клімат
Середня річна температура становить 14,46 °C, середня максимальна – 28,53 °C, а середня мінімальна – -0,50 °C. Середня річна кількість опадів – 995 мм.
| Клімат поселення                              | Клімат поселення | Клімат поселення | Клімат поселення | Клімат поселення | Клімат поселення | Клімат поселення | Клімат поселення | Клімат поселення | Клімат поселення | Клімат поселення | Клімат поселення | Клімат поселення | Клімат поселення |
| Показник                                      | Січ.             | Лют.             | Бер.             | Квіт.            | Трав.            | Черв.            | Лип.             | Серп.            | Вер.             | Жовт.            | Лист.            | Груд.            |                  |
| Середній максимум, °C                         | 10,56            | 10,90            | 12,90            | 18,18            | 21,71            | 26,82            | 28,53            | 28,45            | 23,89            | 21,22            | 17,22            | 12,24            |                  |
| Середня температура, °C                       | 5,04             | 5,38             | 7,38             | 12,64            | 16,20            | 21,30            | 24,20            | 24,13            | 19,56            | 16,88            | 12,88            | 7,90             |                  |
| Середній мінімум, °C                          | −0,5             | −0,15            | 1,86             | 7,11             | 10,66            | 15,77            | 19,87            | 19,79            | 15,24            | 12,54            | 8,55             | 3,58             |                  |
| Норма опадів, мм                              | 103              | 85               | 83               | 52               | 43               | 28               | 26               | 47               | 99               | 151              | 139              | 139              |                  |
| Середньомісячна швидкість вітру, м/с          | 2.30             | 2.58             | 2.40             | 2.38             | 2.30             | 2.50             | 2.57             | 2.30             | 2.09             | 1.98             | 2.00             | 2.20             |                  |
| Середньомісячна сонячна радіація, кДж/м²·день | 7140             | 9284             | 11221            | 15757            | 19952            | 22038            | 22624            | 19331            | 15904            | 11166            | 8841             | 6837             |                  |
| --------------------------------------------- | ---------------- | ---------------- | ---------------- | ---------------- | ---------------- | ---------------- | ---------------- | ---------------- | ---------------- | ---------------- | ---------------- | ---------------- | ---------------- |
| Джерело:                                      |                  |                  |                  |                  |                  |                  |                  |                  |                  |                  |                  |                  |                  |